# Moara Vlăsiei
Moara Vlăsiei é uma comuna romena localizada no distrito de Ilfov, na região de Muntênia. A comuna possui uma área de 63.00 km² e sua população era de 5717 habitantes segundo o censo de 2007.